# Oxazepam
Oxazepam (INN) je léčivo ze skupiny benzodiazepinů. V anglicky mluvících zemích je v prodeji pod obchodními značkami Alepam, Medopam, Murelax, Noripam, Ox-Pam, Purata, Serax a Serepax. V Česku je jediným registrovaným léčivým přípravkem Oxazepam Léčiva.
Oxazepam je benzodiazepin široce používaný od 60. let 20. století pro léčbu úzkosti a nespavosti a při potlačování symptomů odvykání alkoholu. Je metabolitem diazepamu, prazepamu a temazepamu. Oxazepam má v porovnání s jinými benzodiazepiny mírné amnestické, anxiolytické, antikonvulzivní, hypnotické, sedativní a myorelaxační účinky.

## Indikace
Oxazepam je středně účinným benzodiazepinem s pomalým nástupem účinku, proto se obvykle předepisuje osobám, která mají problémy s udržením spánku, tedy nikoli s usínáním. Často se předepisuje také při úzkostné poruše s přidruženým napětím, podrážděností a agitacemi. Používá se i při odvykání ze závislosti na alkoholu a jiných drogách a při úzkosti spjaté s depresí. Lékaři mohou léčivo používat i mimo schválené indikace pro léčbu sociální fobie, posttraumatické stresové poruchy, premenstruačního syndromu nebo jiných stavů.